# Hradištko (Nymburk)
Hradištko é uma comuna checa localizada na região da Boêmia Central, distrito de Nymburk.